# Kielský průplav
Kielský průplav, stand. jménem Severomořsko-baltský průplav (německy: Nord-Ostsee-Kanal, NOK), známý do roku 1948 jako Průplav císaře Viléma, je 98 kilometrů dlouhý průplav v německé spolkové zemi Šlesvicko-Holštýnsko, který spojuje Severní moře u Brunsbüttelu s Baltským mořem u Kiel-Holtenau. Použití průplavu zkracuje cestu přibližně o 250 námořních mil (460 km) proti trase kolem Jutského poloostrova. Přitom nejde jen o časovou úsporu, ale lodě se také vyhnou často velmi neklidnému moři. Podle údajů ze stránek průplavu se jedná o jednu z nejvytíženějších vodních cest světa. V roce 2007 ji využilo více než 43 000 lodí a v tom nejsou započítána malá plavidla.
Mimo to, že průplav spojuje tato dvě moře, je také u Oldenbüttelu propojen krátkým Gieselauským průplavem se splavnou řekou Eider.

## Historie

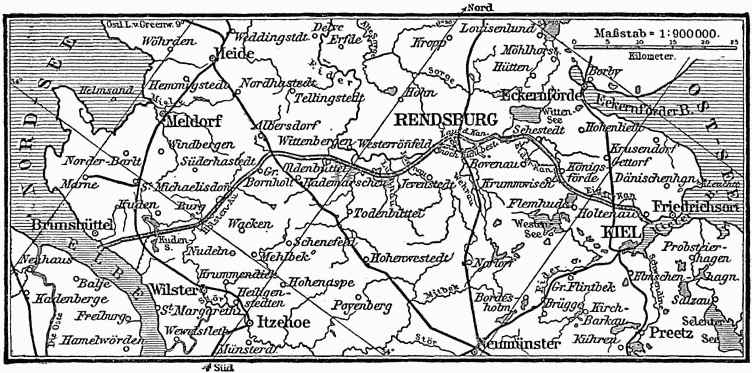
Mapa z roku 1888

Prvním spojením mezi Severním a Baltským mořem byl Eiderský průplav, který k propojení obou moří využíval řeku Eider. Eiderkanal byl dokončen roku 1784 a měřil 27 mil (43 km), přičemž celková délka vodní cesty mezi Kielem a ústím řeky Eiger u Tönningu na západním pobřeží byla 109 mil (175 km). Průplav byl jen 29 m široký a 3 m hluboký, což omezovalo tonáž lodí, které ho mohly využít, na pouhých 300 tun výtlaku.
Společný zájem Císařského loďstva, které potřebovalo zajistit spojení mezi svými základnami v Severním i Baltském moři bez nutnosti obeplouvat Dánsko, a tlak komerční sféry, donutily vládu začít uvažovat o novém průplavu.
Stavba začala v červnu 1887 v Holtenau nedaleko Kielu. Více než 9 000 dělníkům trvalo osm let, než mohl císař Vilém II. 21. června 1895 průplav slavnostně otevřít. Při Holtenauských oslavách položení posledního kamene pokřtil císař průplav na Průplav císaře Viléma. Ve Science Museum v Londýně je dodnes uložen film, který při slavnostním otevírání natočil anglický režisér Brit Acres.
Rostoucí objem dopravy i požadavky Císařského loďstva si mezi lety 1907 až 1914 vyžádaly rozšíření průplavu. To umožnilo využívat průplav i německým dreadnoughtům, takže velké bitevní lodě už na cestě z Baltského moře nemusely obeplouvat Dánsko. Rozšíření bylo završeno instalací dvou velkých zdymadel v Brunsbüttelu a Holtenau.
Po první světové válce byl Versailleskou smlouvou průplavu přiznán mezinárodní status, ale i nadále byl ponechán pod německou správou. V roce 1936 ukončil mezinárodní status průplavu Adolf Hitler. Po skončení druhé světové války byl průplav opět otevřen všeobecné dopravě.

## Provoz

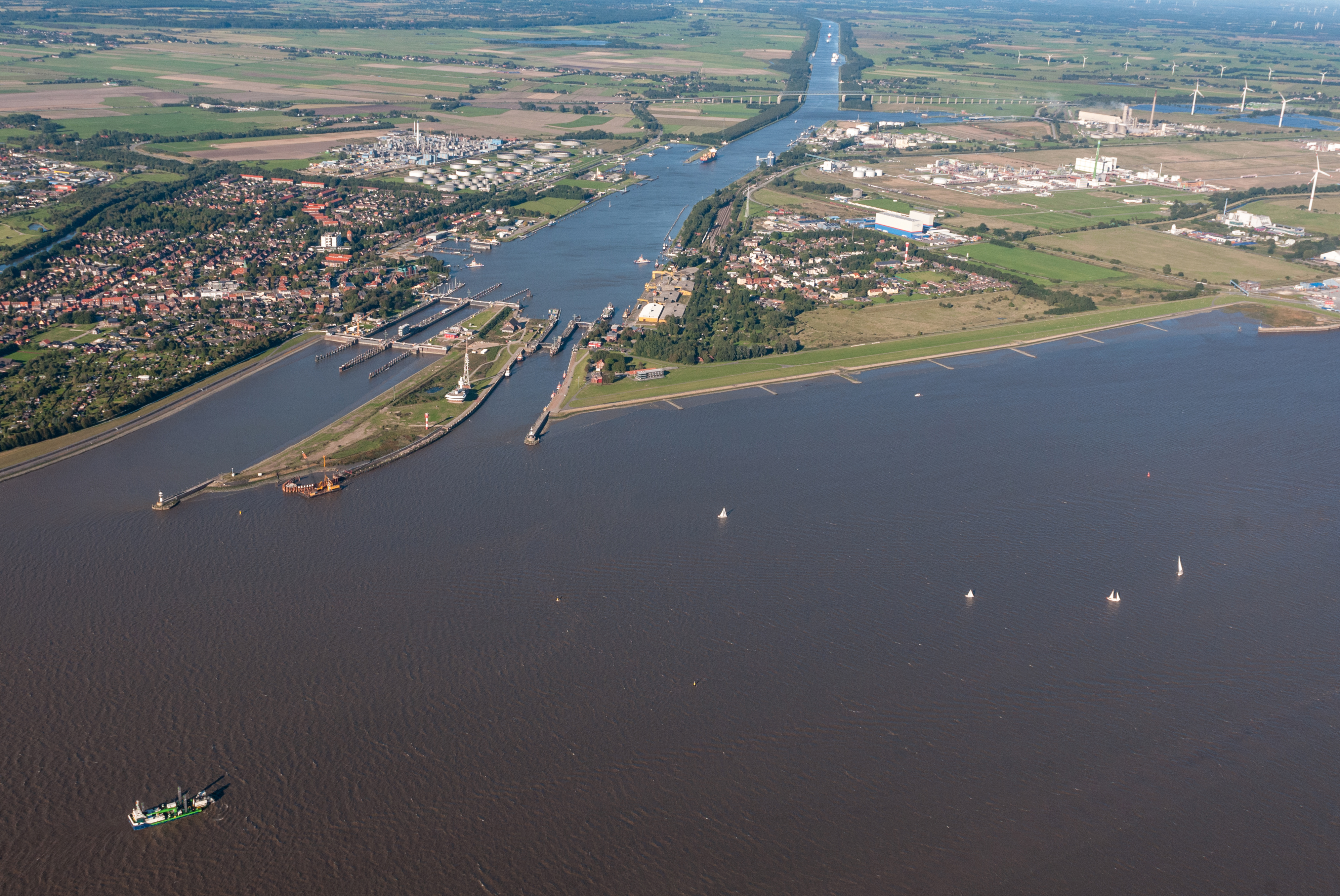
Zdymadlo na Labi u Brunsbüttelu

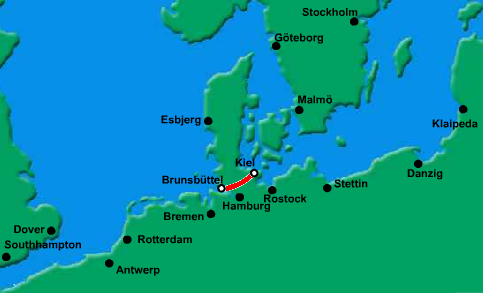
Trasa průplavu

Existují podrobná pravidla provozu v průplavu. Každá proplouvající loď je podle své velikosti zařazena do jedné ze šesti tříd. Podle dané skupiny je loď buď povinna přijmout doprovod remorkéru, či přijmout na palubu kormidelníka či lodivoda. Existují pravidla pro míjení se lodí. V některých případech musí loď zakotvit u jednoho z mol rozmístěných v pravidelných intervalech podél průplavu, aby umožnila bezpečné proplutí lodi v protisměru. Pro rekreační lodě platí zvláštní pravidla.

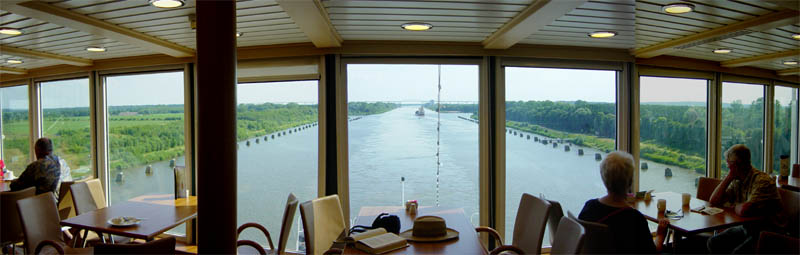
Výhled z paluby výletní lodi Norwegian Dream

Většina moderních velkých výletních lodí nemůže průplav využít, protože překračují povolenou výšku pro proplutí pod mosty. MS Norwegian Dream má speciální sklopné komíny a stožáry, které podplutí mostů umožňují. Další lodě, které jsou schopné průplav využít, jsou Minerva (společnosti Swan Hellenic), Balmoral (Fred Olsen Cruises), Regatta (Oceania Cruises) a MS Prinsendam (Holland America Line).
Školní plachetnice Německého námořnictva Gorch Fock má speciální teleskopické vrcholky stěžňů navržené přímo kvůli proplouvání Kielským průplavem, jinak by totiž loď byla příliš vysoká pro podplutí několika mostů klenoucích se přes průplav.